# كلاو (لعبة فيديو)
كلاو (معروفة أيضًا باسم القبطان كلاو، بالإنجليزية: Claw، وتعني المخلب) أنتجتها مونولث برودكشنز، وهي لعبة منصات تقليدية والتي تتميز بعالم منصات ثنائية الأبعاد وتركز على شخصية رئيسية وهدفها وأعداء متجولين. توجد فخاخ ومناطق سرية و كنوز. وهي الإصدار الثاني للمطور بعد بلود التي أصدرت في شهر مايو سابقًا.

## القصة
قط قرصان شهير يدعى القبطان ناثنيال يوسف كلاو، يحتجزه كلاب بعد مهاجمتهم لسفينته وإغراقها. في الزنزانة منتظرًا إعدامه، يجد ملحوظة وجزء من خريطة مخفية في الحائط. الملحوظة تخبره عن تميمة التسعة أرواح - أثر روحاني يمنح حامله الخلود. بعد هروب كلاو من الزنزانة، يبدأ رحلته لتجميع التسع جواهر للتميمة ويحصل عليها لنفسه.
تبدأ اللعبة بكلاو خارج زنزانته. يتقدم كلاو خلال السجن، وفي النهاية يصل للسور الخارجي ويهرب إلى الغابة بعد هزيمته لآمر السجن والذي يدعى لو رو (بالفرنسية: Le Rauxe، وتعني الوردي). في الغابة، يواجه عصابة من اللصوص تقودها حبه القديم كاثرين (بالإنجليزية: Katherine). ويتمكن من هزيمتهم ويشق طريقه إلى خارج الغابة حيث يتوجه لبلدة ميناء قريبة تسمى إل بويرتو ديل لوبو (بالإسبانية: El Puerto del Lobo، وتعني ميناء الذئب)، حيث يطارده الوالي ولفينتون (بالإنجليزية: Wolvington) وحراس البلدة.
بعد الركض خلال المدينة هاربًا من الحراس، وهازمًا ولفينتون نفسه، يتعثر القبطان في حانة ويسمع محادثة بين اثنين من طاقم القبطان ريد تيل (بالإنجليزية: Red Tail، وتعني الذيل الأحمر) - وهو أسد وعدو كلاو اللدود. يعلم أن ريد تيل يبحث عن جواهر التميمة أيضًا، وأن رفيق ريد تيل الأول جبريل (بالإنجليزية: Gabriel) يحفتظ بواحدة منهم، ويسمع أيضًا أن ريد تيل نفسه قد يكون معه المزيد.
يشق كلاو طريقه خلال الميناء ويقفز على سفينة ريد تيل، حيث يهزم البحارة (ومنهم جبريل) ويختفي في السفينة حتى ترسي بالقرب من خليج القراصنة. يذهب كلاو من خلال منشئات الخليج الهشة، هازمًا القراصنة وقائدهم ماروه (بالإنجليزية: Marrow، وتعني النخاع) صديق كلاو القديم. يهبط كلاو إلى كهوف حيث يكتشف طاقمه القديم الذي ظن أنهم ماتوا بعد الهجوم على السفينة.
الطاقم يخبرون كلاو أن تاجرًا قد أعطاهم في الحانة ثلاث جواهر، ولكنهم أجبروا أن يعطوا اثنين منهم لريد تيل؛ وتمكنوا من الاحتفاظ بالثالثة إذ إن ريد تيل ظن أنهم كان لديهم اثنين فقط. بعدئذٍ يكشف الطاقم أن ريد تيل قد أبحر إلى جزيرة الببر - مكان خرافي مشكوك في وجوده. يأخذ كلاو جوهرة الطاقم وجزء من الخريطة؛ حيث توضح الطريق إلى جزيرة الببر عن طريق متاهة من الكهوف تحت الماء. يعرض الطاقم على كلاو أن يرافقوه خلال الكهوف المؤدية إلى جزيرة الببر، لكنه يصر على الذهاب وحده، مخبرًا إياهم أن يحصلوا على سفينة ويقابلوه هناك.
يشق القبطان طريقه المختصر عبر الكهوف، حيث يقاتل جنس من حواري البحر، والذين يقاتلوه دفاعًا عن ملكهم - وهو كائن عملاق يشبه الضفدع يدعى أكواتيس (بالإنجليزية: Aquatis) - ويتمكن كلاو من هزيمته بالمتفجرات.
يعود كلاو لمواجهة ريد تيل وطاقمه على جزيرة الببر ويتمكن من الإطاحة به واستعادة الجوهرتين الأخيرتين، ومع ذلك يهرب ريد تيل. يدخل كلاو معبد الببر في قلب الجزيرة للحصول على التميمة. وهناك يقاتل حراسًا ببر مدربين بكفاءة عالية ويتجنب فخاخًا مميتة في المعبد المملوء بالحمم ويهزم عمر - قائد حرس الببر - والذي يحمل الجوهرة الأخيرة.
يضع كلاو الجواهر على قاعدة تمثال فتعيد ترتيب نفسها ويظهر طيف الأميرة ويعطيه التميمة مانحةً إياه 9 أرواح بعد تلخيص مغامرته للأميرة. أقسم عمر على الدفاع عن حامل التميمة وهكذا أصبح حارس كلاو. يظهر المشهد الأخير كلاو مغادرًا على سفينته مع التميمة وعمر وطاقمه.

## طريقة اللعب
القبطان كلاو هي لعبة منصات جانبية التمرير ثنائية الأبعاد، مع نظام معارك بسيط. الهدف من كلاو هو الوصول إلى نهاية كل مستوى، مقاتلاً العديد من الأعداء ومتفاديًا العوائق طوال الطريق. سلاح كلاو الأساسي هو سيفه، ومع ذلك بإمكان اللكم والركل حينما يكون بالقرب من عدو. كلاو لديه أيضًا مسدس وديناميت وتعويذة سحرية تسمى «المخلب السحري». وهذه الأشياء استخدامها محدود ويمكن للاعب إعادة ملئهم بجمع الرصاص الإضافي وألواح الديناميت والسحر في المستويات. وهناك أيضًا إسعافات منتشرة خلال المستويات وتعويذات إضافية وكنوز - والكنوز تزيد من النقاط. تحتوي الكثير من المناطق صعبة الوصول على غنائم قيِّمة وتعويذات وحيوات إضافية، فبعض من هذه المناطق يمكن الوصول إليها عن طريق قفزة عالية (خلال تعويذة خاصة) والبعض الآخر يمكن الوصول إليهم عن طريق بوابات سحرية. يمكن الحصول على حيوات عن طريق جمع أعداد معينة من النقاط. في نظام اللعب الفردي، يحتوى كل مستوى على نقطتي حفظ بالإضافة إلى حفظ اللعبة في نهاية كل مستوى.
لدى القبطان كلاو ثلاثة أنواع من طرق اللعب وهم اللعب الفردي والمستويات المخصصة واللعب الجماعي. ويحتوي نظام اللعب الفردي على القصة الأساسية.
في نهاية كل مستوى، يحصل اللاعب على قطعة من الخريطة أو يهزم زعيمًا ليحصل على جوهرة من التميمة؛ حيث المستويات ذات الأرقام الفردية تحتوي على قطع الخريطة، والمستويات ذات الأرقام الزوجية تحتوي على الزعماء والجواهر. والاستثناء هو المستوى الثالث عشر والذي يحتوي على زعيم ومكافأة بجوهرتين. الحصول على الجواهر يشغل المشاهد.
مشغل المستويات المخصصة يسمح للاعب بتشغيل محتوى مخصص صنعه اللاعب أو آخرون، ولكنه لا يمنح طريق لتعديل المستويات في اللعبة. نظام اللعب المتعدد يسمح للاعب بالاتصال بالإنترنت واللعب مع 64 لاعبين آخرين أو أقل. في هذا النظام، على اللاعب قتل العديد من الأعداء قدر المستطاع وجني الغنائم لأجل النقاط لزيادة الترتيب وكذلك يسمح للاعبين بسباق بعضهم البعض لإنهاء مستوى بأقصى سرعة ممكنة.

## نسخة الديفيدي
أصدرت نسخة ديفيدي من اللعبة تحتوي على محتوى إضافي، مثل مشاهد متحركة كاملة ورسومات أكثر تفصيلاً. وتحتوي أيضًا على مجموعة ديفيدي حاسوب Dxr2 الثانية.

## الاستقبال
أعطى أولغيم لعبة كلاو تقييم إيجابي عالٍ، مقارنًا قيمة متعتها بسوبر ماريو وكراش بانديكوت. غيم سبوت أعطى كلاو تقييم 7.7، مبررًا ذلك «أنها أروع لعبة تمرير جانبي متاحة للحاسوب الشخصي». وبالرغم من نجاحها، فاللعبة معروفة بصعوبتها. وتعد طقس تقليدي بسبب أسلوبها الفريد وحس المغامرة ورسومها الجميلة.

## الإرث
في حوالي عام 1999، بدأ تطوير لعبة لاحقة للقبطان كلاو تسمى «القبطان كلاو 2 ثلاثي الأبعاد» بواسطة مونوليث باستخدام الإصدار الأول من ليثتيك. مع ذلك، بسبب مشاكل في حقوق النشر بشخصية القبطان كلاو، قامت مونوليث بنبذ المشروع ومررت جميع الأكواد وأصول اللعبة إلى شركة تطوير ألعاب بولندية تسمى تيكلاند. أعلنت تيكلاند أن لاحقة القبطان كلاو ستصدر في نوفمبر 2007 باسم القبطان كلاو 2. تأخر الإصدار إلى 2008، ومع ذلك أعيد تسمية اللعبة إلى جاك القط القبطان. ثم سميت بعدئذٍ إلى نيكيتا: غموض الكنز المخفي وصدر لها إعلان على اليوتيوب. وأصدرت اللعبة مؤخرًا من ذاك العام وأصبحت لعبة مستقلة وليس لها علاقة باللعبة الأصلية. محرك كلاو، المعروف داخليًا باسم ويندوز أنيمشن باكدج 32 قد استخدمته مونوليث لتطوير غيت ميدفيل وغرانتز.

## روابط خارجية
- الموقع الرسمي
- كلاو في موبي جيمز
- كلاو المنعزل - موقع غير رسمي نسخة محفوظة 21 أكتوبر 2018 على موقع واي باك مشين.